# Bradley County (Tennessee)
Das Bradley County ist ein County im US-amerikanischen Bundesstaat Tennessee. Das U.S. Census Bureau hat bei der Volkszählung 2020 eine Einwohnerzahl von 108.620 ermittelt. Der Verwaltungssitz (County Seat) ist Cleveland.

## Geografie
Das County liegt fast im äußersten Südosten von Tennessee, grenzt im Süden an Georgia und ist im Osten etwa 50 km von North Carolina entfernt. Es hat eine Fläche von 859 Quadratkilometern, wovon 7 Quadratkilometer Wasserfläche sind.
Die Nordgrenze des Countys wird vom Hiwassee River gebildet, einem linken Nebenfluss des Tennessee River.
An das Bradey County grenzen folgende Nachbarcountys:
|                 | Meigs County               | McMinn County           |
| Hamilton County |                            | Polk County             |
|                 | Whitfield County (Georgia) | Murray County (Georgia) |

## Geschichte
Das Bradley County wurde am 10. Februar 1836 aus Cherokee-Land gebildet. Benannt wurde es nach Edward Bradley (?–1829), einem Offizier, der im Krieg mit den Creek verwundet wurde und Abgeordneter in der gesetzgebenden Versammlung Tennessees war.

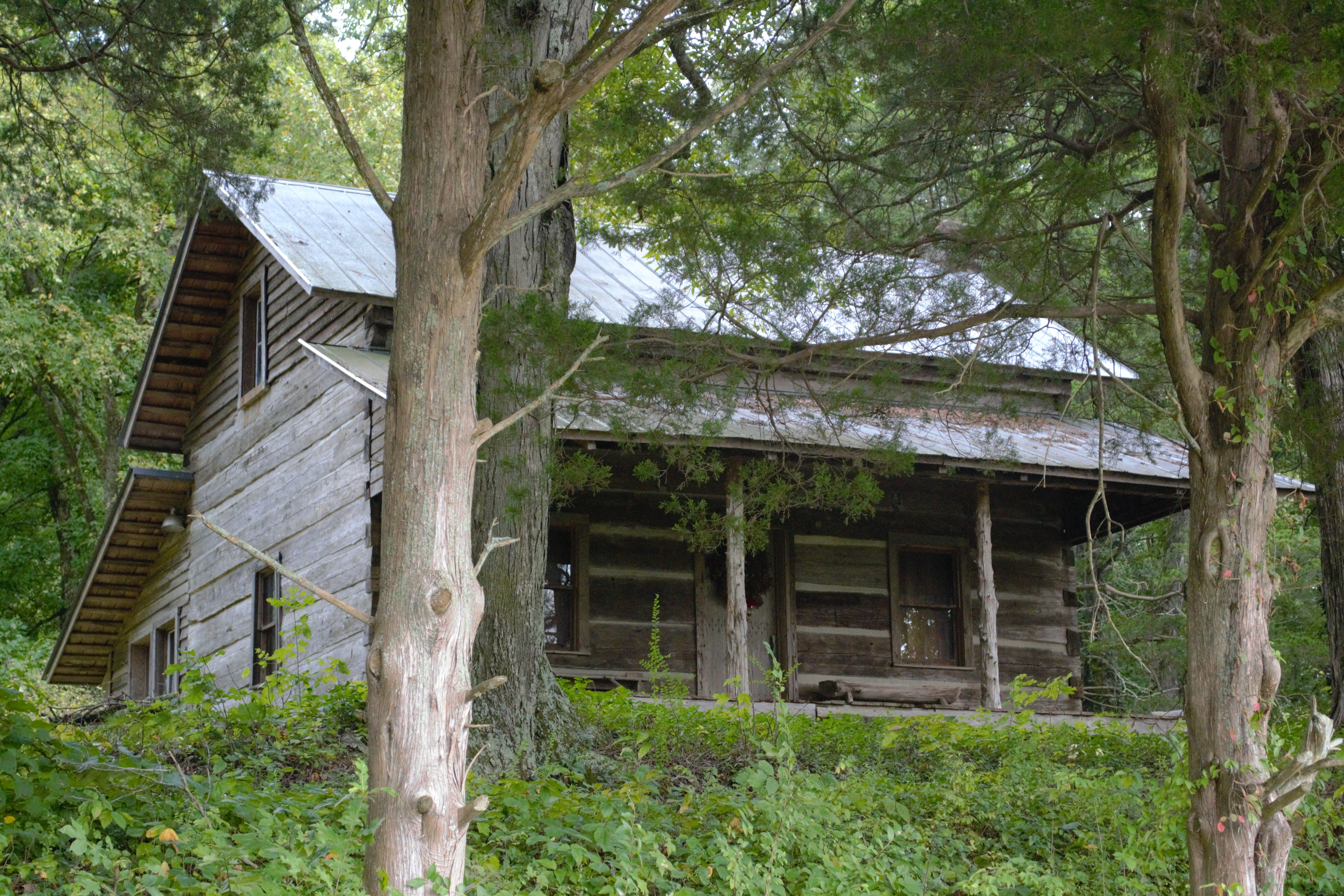
Die Hair Conrad Cabin ist einer von 21 Einträgen des Countys im NRHP.

21 Bauwerke und Stätten des Countys sind im National Register of Historic Places (NRHP) eingetragen (Stand 10. August 2018).

## Bevölkerung
Nach der Volkszählung im Jahr 2010 lebten im Bradley County 98.963 Menschen in 37.603 Haushalten. Die Bevölkerungsdichte betrug 116,2 Einwohner pro Quadratkilometer. In den 37.603 Haushalten lebten statistisch je 2,59 Personen.
Ethnisch betrachtet setzte sich die Bevölkerung zusammen aus 91,9 Prozent Weißen, 4,7 Prozent Afroamerikanern, 0,6 Prozent amerikanischen Ureinwohnern, 1,1 Prozent Asiaten, 0,1 Prozent Polynesiern sowie aus anderen ethnischen Gruppen; 1,7 Prozent stammten von zwei oder mehr Ethnien ab. Unabhängig von der ethnischen Zugehörigkeit waren 5,4 Prozent der Bevölkerung spanischer oder lateinamerikanischer Abstammung.
22,4 Prozent der Bevölkerung waren unter 18 Jahre alt, 62,2 Prozent waren zwischen 18 und 64 und 15,4 Prozent waren 65 Jahre oder älter. 51,3 Prozent der Bevölkerung waren weiblich.
Das jährliche Durchschnittseinkommen eines Haushalts lag bei 41.083 USD. Das Pro-Kopf-Einkommen betrug 21.649 USD. 19,8 Prozent der Einwohner lebten unterhalb der Armutsgrenze.

## Ortschaften im Bradley County
Citys und Census-designated places (CDP):
| Ort             | Einwohner 2010 | Typ  |
| --------------- | -------------- | ---- |
| Cleveland       | 41.285         | City |
| South Cleveland | 6912           | CDP  |
| Wildwood Lake   | 3124           | CDP  |
| Hopewell        | 1874           | CDP  |
| East Cleveland  | 1608           | CDP  |
| Charleston      | 651            | City |

1 – überwiegend im Anderson County

Weitere, von der Volkszählung nicht separat erfasste Unincorporated Communities:
- Georgetown1
- Hopewell Estates
- McDonald
- Tasso

1 – teilweise im Hamilton und im Meigs County

## Gliederung
Das Bradley County ist in sieben durchnummerierte Distrikte eingeteilt:
| Distrikt | Einwohner (2010) | FIPS     |
| -------- | ---------------- | -------- |
| 1        | 14.598           | 47-90012 |
| 2        | 14.554           | 47-90202 |
| 3        | 14.134           | 47-90392 |
| 4        | 14.564           | 47-90582 |
| 5        | 13.642           | 47-90772 |
| 6        | 14.597           | 47-90962 |
| 7        | 12.874           | 47-91152 |